# Turbopropmotor

Schematisk ritning av en turbopropmotor.

Turbopropmotor är en typ av motor för flygplan där en propeller drivs av en gasturbin som går på flygfotogen. 
Konstruktionen har alltså stora likheter med en jetmotor men har fördelar vid lägre flyghastigheter, bland annat lägre bränsleförbrukning än jetmotorer. I jämförelse med en traditionell motor (ottomotor) får en turbopropmotor mindre dimensioner och högre effekt.
En turbopropmotor kan antingen ha direkt mekanisk drift av propellern via en växellåda eller via en så kallad friturbin.